# Leuctra estrela
Leuctra estrela är en bäcksländeart som beskrevs av Aubert 1962. Leuctra estrela ingår i släktet Leuctra och familjen smalbäcksländor. Inga underarter finns listade i Catalogue of Life.